# إنريكي لو مورترا
إنريك لو مورترا (بالإسبانية: Enrique Low Murtra)‏ (23 مارس 1939 - 30 أبريل 1991)، خبير اقتصادي ومحامي كولومبي (من أب ألماني وأم إسبانية)، شغل منصب وزير عدل بين سبتمبر 1987 ويوليه 1988، في فترة ولاية الرئيس الليبرالي فيرجيليو باركو فارغاس (1986-1990).